# Deb
Un pacchetto Debian (o file archivio Debian) è un formato archivio utilizzato dalla distribuzione Linux Debian e le sue derivate per il suo sistema di gestione dei pacchetti. I pacchetti Debian presentano l'estensione .deb e possono essere estratti tramite il software dpkg.

## Descrizione

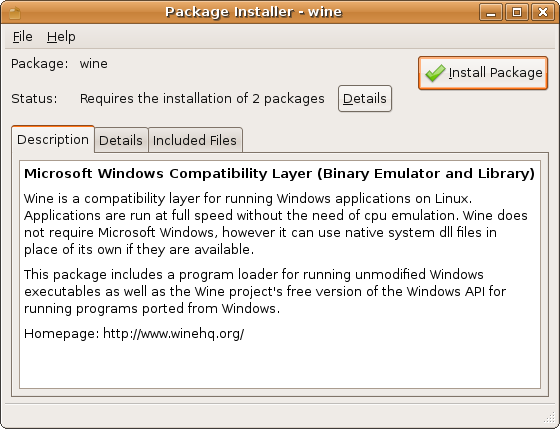
Gdebi

Un pacchetto Debian è composto da un archivio ar contenente tre file:
- un file di testo denominato debian-binary contenente informazioni sulla versione del formato ("2.0"[2] o "0.939000"[4])
- due file archivio tar (generalmente compressi con gzip) contenenti rispettivamente i metadati del pacchetto[5] e i file di installazione

Il sistema di gestione pacchetti è svolto utilizzando dpkg e apt, differenti sia per tipologia di utilizzo che per logica di gestione delle dipendenze.

## Esempi di utilizzo
Per installare un pacchetto Debian, basta eseguire questo comando:
```
# dpkg -i pacchetto_debian.deb
```

mentre per la rimozione:
```
# dpkg -r pacchetto_debian.deb
```

Pacchetti deb possono essere convertiti in altri formati, come RPM usando l'utility alien in questo modo:
```
# alien pacchetto_suse.rpm
```